# Parafia Trójcy Przenajświętszej i Matki Bożej Częstochowskiej w Stróży-Kolonii
Parafia Trójcy Przenajświętszej i Matki Bożej Częstochowskiej w Stróży-Kolonii – parafia rzymskokatolicka znajdująca się w archidiecezji lubelskiej, w dekanacie Kraśnik. 
Według stanu na miesiąc lipiec 2017 liczba wiernych w parafii wynosiła 5836 osób.

## Zasięg parafii
Do parafii należą wierni z następujących miejscowości: Karpiówka, Słodków Pierwszy, Słodków Drugi, Słodków Trzeci, Stróża-Kolonia, Stróża.